# 巴尼達 (愛達荷州)
巴尼達（英語：Banida）是位於美國愛達荷州富蘭克林縣的一個非建制地區。該地的面積和人口皆未知。

## 地理
巴尼達的座標為42°13′52″N 111°56′33″W / 42.23111°N 111.94250°W，而該地的平均海拔高度為1462米（即4797英尺）。